# Chokasandra, Kanakapura
Chokasandra là một làng thuộc tehsil Kanakapura, huyện Ramanagara, bang Karnataka, Ấn Độ.